# Klieder & Vlek
Klieder & Vlek (Engels: Flourish & Blotts) is een boekenwinkel die voorkomt in de zevendelige Harry Potterboekenserie van de Britse schrijfster Joanne Rowling.
De winkel bevindt zich aan de Wegisweg te Londen.
Klieder & Vlek is een kleine, maar volgepakte winkel met boeken en tijdschriften tot aan het plafond. De boeken variëren in grootte. Je hebt boeken van het formaat van een postzegel, en boeken met het formaat van een stoeptegel. Het gerucht gaat dat ze zelfs onzichtbare boeken hebben, maar zelfs de eigenaar weet niet waar ze liggen.
De etalage is iedere keer anders. Zo staat er in het derde jaar van Harry Potter een grote kooi met diverse exemplaren van het Monsterlijke Monsterboek.

## Schoolboeken
Doorgaans is Klieder & Vlek de uitgever van alle schoolboeken die nodig zijn als men aan Zweinstein studeert. Als men de boekenlijst, die men per uil krijgt voordat het schooljaar begint, afgeeft, haalt de eigenaar ze zelf vaak uit het rek. Harry Potter, Ron Wemel en Hermelien Griffel kopen er ieder jaar hun schoolboeken, net als de andere scholieren.